# Intertemporale Produktionsmöglichkeiten
Intertemporale Produktionsmöglichkeiten ist ein Begriff der Wirtschaftswissenschaften, der im Zusammenhang mit internationalen Faktorbewegungen und dem Außenhandelsmodell betrachtet wird. Des Weiteren ist er Bestandteil intertemporaler Produktionsentscheidungen und somit weitgehend in die Produktionstheorie einzuordnen, in der Transformationskurven eine wesentliche Rolle spielen. Viele ökonomische Entscheidungen sind intertemporal (zwischenzeitlich), das heißt, gegenwärtige Wahlmöglichkeiten bei der Entscheidungsfindung beeinflussen auch die Wahlmöglichkeiten in der Zukunft. Dies trifft auch bei der Auswahl von Produktionsmöglichkeiten zu.

## Intertemporale Entscheidungen
Intertemporale Entscheidungen sind durch eine Art zwischenzeitlichen Kompromiss gekennzeichnet. Wenn man heute etwas aufgibt, möchte man in der Zukunft für den Verlust entschädigt werden. Wenn ein Unternehmen zum Beispiel in der Gegenwart ein unrentables Produkt aus dem Sortiment nimmt, kann es dadurch in der Zukunft die frei gewordenen Kapazitäten auf andere Produkte übertragen und damit insgesamt eine Gewinnsteigerung erzielen.

## Produktionsmöglichkeitskurve
Zur Verdeutlichung soll der Begriff Produktionsmöglichkeiten (-kurve) kurz erläutert werden. Voraussetzung ist, dass ein Unternehmen Güter produziert, das heißt, dass es in der Lage ist, Güter (Input) in andere Güter (Output) umzuwandeln bzw. zu transformieren. Am besten kann dies anhand einer Transformationskurve dargestellt werden. Bei dieser Kurve geht man davon aus, dass im Unternehmen zwei Arten von Gütern (Outputs) hergestellt werden und dass die verschiedenen Güterkombinationen mit einer fixen Menge von Produktionsfaktoren erzeugt werden.

Abb. 1

So können zum Beispiel in einem landwirtschaftlichen Unternehmen mit dem Produktionsprozess Schafhaltung, Fleisch und Wolle hergestellt werden. Anhand dieser Kurve ist ersichtlich, dass, wenn man von Gut 1, in dem Fall Fleisch, mehr produzieren will, die Produktion von Gut 2, hier Wolle, im Gegenzug zurückgeht. Die Kurve ist nicht linear, sondern weist einen konkaven Verlauf auf, da Verbundproduktion normalerweise Vorteile beinhaltet. Ein einzelnes Unternehmen hat die Möglichkeit, mehr Güter 1 und 2 mit den gleichen Ressourcen herzustellen als im Gegensatz dazu zwei Unternehmen, die jedes Gut einzeln produzieren. Die Gütertransformationskurve für das Unternehmen der Schafhaltung weist eine negative Steigung auf, dies ist durch den Substitutionseffekt zu erklären, ersetzt man Fleisch gegen Wolle. Die Grenzen der Produktionsmöglichkeiten werden auf der Kurve auch angezeigt. Güterkombinationen oberhalb der Kurve können mit gegebenen technischen Ressourcen nicht erreicht werden, jene unterhalb sind allerdings möglich, bedeuten aber eine nicht optimale Ausnutzung der Produktionsmöglichkeiten. Die Kurve selbst zeigt daher die Produktionsmöglichkeiten bei optimalem Einsatz der Produktionsfaktoren.

## Alternative Definitionen

### Intertemporale Produktionsentscheidungen
„Die Produktionsentscheidungen der Unternehmungen haben oft intertemporale Aspekte - die Produktion heute beeinflusst die Verkäufe oder die Kosten in der Zukunft. Durch die heutige Produktion gewinnt die Unternehmung Erfahrung, die ihre zukünftigen Kosten reduzieren. In diesem Fall stellt die Produktion heute teilweise eine Investition in zukünftige Kostenreduktion dar.“

### Intertemporale Produktionsmöglichkeiten und Außenhandel
„Jede Volkswirtschaft muss zwischen gegenwärtigem und zukünftigem Konsum abwägen. Je mehr Investitionen eine Volkswirtschaft heute vornimmt, desto mehr wird sie in Zukunft produzieren und konsumieren können. Um mehr zu investieren, muss eine Volkswirtschaft daher Ressourcen freisetzen, indem sie weniger konsumiert. Gegenwärtiger und zukünftiger Konsum müssen also gegeneinander abgewogen werden.“

## Intertemporale Transformationskurve und intertemporaler Handel

Abb. 2

Wie bereits oben erwähnt, kann man die Menge der intertemporalen Produktionsmöglichkeiten auch mithilfe einer Transformationskurve darstellen.
In Abb. 2 wird das Verhältnis zwischen zukünftiger und gegenwärtiger Produktion eines Gutes, welches dem Konsum dienen soll, dargestellt. Sie hat den gleichen Verlauf wie die Kurve unter Punkt 2 (siehe oben). Intertemporale Transformationskurven unterscheiden sich in ihrer Form von Land zu Land. So können zum Beispiel bei einigen Ländern Verzerrungen in Richtung gegenwärtiger Produktion (Konsum) bzw. zukünftiger Produktion (Konsum) auftreten.
Angenommen, es gebe zwei Länder, Inland und Ausland, wobei das Ausland sich stärker am zukünftigen Konsum orientiert und das Inland sich auf den augenblicklichen Konsum konzentriert. Weiterhin sei keine internationale Kreditvergabe möglich. Dann ist der relative Preis, den das Inland für den zukünftigen Konsum bezahlen müsste, höher als im Ausland. Unter der Voraussetzung, dass der Handel zwischen Gegenwart und Zukunft zulässig ist, „müsste Inland den gegenwärtigen Konsum exportieren und den zukünftigen Konsum importieren.“

## Beispiel zu intertemporalen Produktionsmöglichkeiten

Abb. 3

Die Produktion in Zusammenhang mit knappen Ressourcen ist mit intertemporalen Entscheidungen verbunden. Wenn ein Eigentümer eines Braunkohlebergwerkes heute mehr Kohle fördert, ist in der Zukunft weniger Braunkohle vorhanden, die zur Produktion (für Konsumgüter) eingesetzt werden kann, geht man davon aus, dass es kein Substitutionsgut für die Braunkohle gibt. In Abb. 3 ist zu erkennen, dass dabei die Produktion in der Zukunft stark zurückgeht (X2). Das Unternehmen muss nun die Kosten und Vorteile heute mit den Kosten und Vorteilen in der Zukunft abwägen. Dabei müssen auch die Opportunitätskosten betrachtet werden, das heißt, was ist, wenn man die Braunkohle heute aufbraucht und somit für die Zukunft nichts mehr vorhanden ist. Ist mit einem starken Anstieg des Preises für Braunkohle in der Zukunft zu rechnen, ist es im Sinne der Erlösbetrachtung sinnvoller, den gegenwärtigen Abbau einzuschränken. Ist langfristig allerdings ein Substitutionsgut zu erwarten, wie Solarenergie, welches kostengünstiger hergestellt werden kann, sollte man den gegenwärtigen Konsum fördern, da dies für die Zukunft einen Nachfragerückgang an Braunkohle bedeuten könnte.